# Yoko Yazawa
 (juillet 2025).
Yōko Yazawa (矢沢 洋子, Yazawa Yōko) est une autrice et chanteuse japonaise et anciennement la chanteuse principale du groupe The Generous. Fille ainée de Eikichi Yazawa et d'une mère un quart américaine, elle rejoint l'école Ojai Valley School à Los Angeles à l'âge de 12 ans puis poursuit ses études au lycée Palos Verdes Peninsula Highschool. En 2010, elle lance sa carrière solo avec un premier album titré à son nom. 
Lors de son lycée, elle rencontre Joe Inoue et collabore avec lui sur le titre "Animal" de l'album Dos Angeles.
En 2013, son single Bad Cat entre dans le classement Billboard japonais à la 59ème place puis grimpe jusqu'à la 28ème place, devenant le premier tube de Yoko à entrer dans le Top 40.
Aujourd'hui et depuis 2014, elle est la voix principale du groupe Piggy Banks.

## Discographie

### Albums
- YOKO YAZAWA – 25 Août 2010
  1. "H♡NEY BUNNY"
  2. "don't look back"
  3. "crazy for you"
  4. "Eiyū ~HERO~" (英雄～HERO～)
  5. "Gekkō" (月光; "Moonlight")
  6. "fade away"
  7. "high☆tention"
  8. "Aitai" (逢いたい; "Let's Meet")
  9. "SUGAR!SUGAR!!SUGAR!!!"
  10. "Owarinaki Tabiji" (終わりなき旅路; "Never-Ending Journey")
  11. "Let me…"
- Give Me!!! – 3 Août 2011
  1. "SOS"
  2. "Adrenaline" (アドレナリン, Adorenarin)
  3. "Natsukaze" (夏風; "Summer Wind")
  4. "Ageha" (アゲハ; "Swallowtail Butterfly")
  5. "Give Me!!!"
  6. "Amanojaku" (アマノジャク; "Heavenly Evil Spirit")
  7. "JOKER"
  8. "hane" ("Wing")
  9. "too late"
  10. "Rashinban" (羅針盤; "Compass")
- "BAD CAT" – 13 Novembre 2013
- "Bad Cat"
- "Spider Web"
- "Don't Get Me Wrong" (cover)
- "Breakaway" (cover)
- "Hope"

### Singles
- "SUGAR!SUGAR!!SUGAR!!!" – 18 Août 2010 (iTunes Store exclusive)
- "Rashinban" (羅針盤; "Compass") – 11 Mai 2011 (iTunes Store exclusive)
- "BAD CAT" – 13 Novembre 2013